# باتريك سوخديو
باتريك سوخيدو هو كاهن انجليكاني باكستاني المولد. وهو مدير معهد دراسة الإسلام والمسيحية ومدير صندوق برنابا. ولد في غيانا عام 1947 لأبوين مهاجرين من آسيا، هاجر والداه إلى آسيا في بداية فترة الستينات. والده كان هندوسيا تحول إلى الإسلام لكي يتزوج من والدته. في عام 1969 تحول باتريك من الإسلام إلى المسيحية.
يعتبر سوخديو متحدثا بارزا في موضوع الأقليات المسيحية المضطهدة بشتى أنحاء العالم، قام بالظهور مرارا في وسائل الإعلام البريطانية. يعتبر أيضا من المدافعين عن قضية حقوق الإنسان وحرية العقيدة. إن سوخديو معلق تلفزيوني حول الأيديولوجية الجهادية، وقد قام بإلقاء محاضرات لضباط في الناتو والجيش البريطاني حول الإسلام الراديكالي.